# تشارلز بيرس بورتون
تشارلز بيرس بورتون (بالإنجليزية: Charles Pierce Burton)‏ هو صحفي أمريكي، ولد في 1862، وتوفي في 1949.